# Поющие гитары
«Пою́щие гита́ры» — советский вокально-инструментальный ансамбль, который был популярен в начале 1970-х годов. Наиболее известные песни — «Синяя песня» («Синий иней») и «Песенка велосипедистов».

## История
Создан в Ленинграде в 1966 году пятью музыкантами-единомышленниками: Евгением Броневицким, Львом Вильдавским, гитаристом эстрадного ансамбля «Дружба» Анатолием Васильевым, Владимиром Калининым и Сергеем Лавровским. На роль солиста был приглашён Анатолий Королёв, но он в последний момент отказался, и на его место пригласили Галину Баранову. 5 октября 1966 года репертуар и стиль исполнения ансамбля были утверждены художественным советом, и ему позволили выступать на эстраде. Через месяц, 2 ноября 1966 года, ансамбль дал первый концерт на сцене актового зала  Военно-механического института. В 1967 году в ансамбль пришли Эдгар Бернштейн (труба, звукорежиссёр) и Елена Фёдорова (вокал), в том же году ансамбль записал на фирме «Мелодия» свою первую пластинку. В 1968 году в ансамбль пришёл Альгирдас Паулавичюс (клавишные), Александр Фёдоров (гитара), в 1969 — Валерий Ступаченко (вокал), Юрий Антонов (клавишные, композитор), Анатолий Чижевский (гитара). В 1970 году в ансамбль пришли новые музыканты: Григорий Клеймиц (фортепиано), Василий Борисов (гитара) и ритм-секция Юрий Иваненко (бас-гитара) и ударник Юрий Соколов (также известный по прозвищу Помидор). Спустя некоторое время Сергей Лавровский ушёл из ансамбля и создал ВИА «Калинка».
Популярность группы росла: «Поющие гитары» в год давали до 350-400 концертов-аншлагов. Сильной стороной группы было «эффектное вокальное многоголосие и остроумная театрализация многих песен». В репертуаре появились новые песни, самые яркие из которых — «Сумерки» и «Нет тебя прекрасней» (их исполнил Евгений Броневицкий).
В 1975 году «Поющие гитары» приняли участие в записи первой советской рок-оперы композитора Александра Журбина «Орфей и Эвридика». Вскоре после этого их концертная деятельность прекратилась, и группа распалась. Историки эстрады, не учитывая работу группы над рок-оперой, ошибочно считают 1975 год временем распада коллектива.
Некоторые участники группы (Юрий Антонов, Альберт Асадуллин, Ирина Понаровская, Валентин Бадьяров, Альгирдас Паулавичюс, Григорий Клеймиц, Валерий Бровко, Галина Баранова, Сергей Лавровский) добились индивидуального успеха как певцы, композиторы, аранжировщики и дирижёры.
С 1975 года «Поющие гитары» занимались постановкой рок-опер и полностью сменили свой состав. С 1985 года коллектив преобразован в Государственный театр «Рок-опера».

### Воссоединение
Весной 1997 года «Поющие гитары» воссоединились и дали серию концертов со своим репертуаром 30-летней давности. Воссоединённые участники (в основном из песенного состава) Евгений Броневицкий, Александр Фёдоров, Григорий Клеймиц, Валерий Ступаченко, Василий Борисов, Юрий Соколов, Владимир Васильев, Эдуард Кузинер (на один концерт); в коллектив также вошла участница рок-оперного состава Ольга Левицкая. Сергей Лавровский, Анатолий Васильев не смогли присоединиться к коллективу; соло-гитаристом стал Дмитрий Кижаев. «Поющие гитары» снова стали концертировать; в 1998 году участвовали в «Музыкальном ринге» на телевидении. В 1998 году ушёл из жизни музыкальный руководитель группы Григорий Клеймиц, а в 2002 году гитарист и вокалист Александр Фёдоров уехал на постоянное место жительства в Канаду.
В 2003 году Дмитрий Кижаев ушёл из коллектива, представив нового гитариста Валерия Кочегуро. В 2004 году после продолжительной болезни ушла из жизни Ольга Левицкая. В течение года, сохраняя память об ушедшей, музыканты давали концерты без певицы, но пришли к выводу, что интересные слушателю знаковые песни не могут войти в репертуар без женского вокала. В конце того же года в ансамбль приходит вокалистка Милена Вавилова. 
Основной состав ансамбля не менялся в течение 20 лет — это самый долгий период постоянного состава за всю историю коллектива.
В результате судебных разбирательств название «Поющие гитары» осталось за прежним ансамблем в составе Евгения Броневицкого, Владимира Васильева, Василия Борисова, Валерия Кочегуро, Милены Вавиловой и Аркадия Аладьина. В 2018 году из коллектива ушёл Аркадий Аладьин (скончался в 2019 году), новым ударником ансамбля стал М. Сойту.

### Состав на настоящее время ВИА «Поющие гитары»
- Евгений Броневицкий — один из основателей, бас-гитара, вокал;
- Василий Борисов — гитара, вокал;
- Владимир Васильев — гитара, вокал;
- Милена Вавилова — вокал;
- Владимир Савенок — клавишные, вокал;
- Игорь Лёвкин — ударные, вокал.

### Состав в прошлом
- Анатолий Васильев — соло-гитара, вокал, основатель коллектива (умер 4.01.2017)
- Лев Вильдавский — клавишные, основатель коллектива
- Ирина Понаровская — вокал
- Александр Фёдоров — гитара, вокал, основатель коллектива
- Владимир Калинин — ритм-гитара, вокал, основатель коллектива (умер в 1993 году)
- Альгирдас Паулавичюс — электроорган, флейта (умер 20.12.2007)
- Григорий Клеймиц — клавишные инструменты, вокал (в последующем аранжировщик и музыкальный руководитель ансамбля. Умер 20.09.1998)
- Эдгар Бернштейн — труба, радиоинженер
- Сергей Лавровский — ударные инструменты, вокал, основатель коллектива (умер 4.11.2012)
- Юрий Антонов — клавишные инструменты, вокал
- Валентин Бадьяров — гитара, скрипка, вокал (умер 21.12.2017)
- Галина Баранова — вокал
- Богдан Вивчаровский — вокал
- Юрий Иванов — гитара, флейта, вокал
- Татьяна Калинина — вокал
- Эдуард Кузинер — клавишные инструменты
- Ольга Левицкая — вокал (умерла 10.05.2004)
- Олег Мошкович — клавишные инструменты, вокал, основатель коллектива
- Штефан Петраке — клавишные инструменты, вокал (умер 13.01.2020)
- Елена Фёдорова — вокал (умерла 7.7.1988)
- Юрий Соколов (Помидор) — ударные (умер 6.4.2014)
- Валерий Бровко — гитара
- Валерий Ступаченко — вокал
- Юрий Иваненко — бас-гитара, вокал
- Владимир Васильев — бас-гитара
- Альберт Асадуллин — вокал
- Аркадий Герштейн — ударные (умер 31.12.2005)
- Валерий Кочегуро

### Театральный коллектив
- Фурманов Михаил — ударные[9]
- Юрий Димитрин — вокал
- Альберт Асадуллин — вокал
- Ирина Понаровская — вокал
- Ольга Левицкая — вокал
- Богдан Вивчаровский — вокал
- Валерий Цакадзе — вокал
- Василий Лазаренко — вокал
- Александр Фёдоров — вокал
- Алла Кожевникова — вокал
- Виталий Псарев — вокал
- Геннадий Степанов — вокал
- Борис Флакс — вокал
- Аркадий Султан-Беков — вокал
- Майя Цакадзе — вокал
- Сергей Евграфов — вокал
- Александр Трофимов — вокал
- Владимир Дяденистов — вокал
- Марина Холмова — вокал
- Татьяна Иванова — вокал
- Пётр Пчелинцев — вокал
- Юрий Хомутянский — вокал
- Анатолий Лобачев — гитара
- Владимир Васильев — бас-гитара
- Анатолий Васильев — гитара
- Борис Кудрявцев — труба
- Сергей Валин — тромбон
- Лев Либин — саксофон, флейта
- Виктор Кареткин — фортепиано
- Леонид Мальцев — орган
- Александр Кавин — вокал[10]
- Роман Кадейкин — ударные
- Роман Дубинников — ударные
- Владимир Ловецкий — ксилофон
- Александр Розенбаум — гитара
- Семён Шнайдер (Добров) — соло-гитара

### Наиболее известные песни
- «Аппачи», оригинал — The Shadows, «Apache».
- «Был один парень», оригинал — Джанни Моранди «C`era un ragazzo che come me amava i Beatles…» (бразильская версия: Os Incríveis «Era um garoto, que como eu, amava os Beatles e os Rolling Stones»).
- «Духовые оркестры», оригинал — Халина Куницкая «Orkiestry dęte»[11].
- «Индейская резервация», автор John D. Loudermilk, русский текст Яков Голяков, оригинал — The Raiders, «Indian Reservation»[англ.].
- «Ленинград», оригинал — Джо Дассен, «La complainte de l`heure de pointe»
- «Песенка велосипедистов», оригинал — Riccardo Del Turco «Uno tranquillo» (французская версия — Джо Дассен, «Siffler sur la colline»; английская — The Tremeloes, «Suddenly You Love Me»; иврит — «להשתטות לפעמים»).
- «Прекрасное воскресенье», оригинал — Дэниел Бун, «Beautiful Sunday» (русский текст М. Белякова).
- «Синяя песня» (русский текст Альберта Азизова, оригинал — Келлера и Хантера[12]; первое исполнение — Нил Седака, 1959 — «One way ticket (to the blues)»)
- «Синяя птица», оригинал — The Shadows, «Peace Pipe».
- «Люди встречаются», оригинал — Петер Поор «Fekete Vonat» (также русскоязычная версия — Янош Коош «Чёрный поезд»).
- «Карлссон», оригинал — Jeff Christie «Yellow River» (французская версия — Джо Дассен «L`Amerique») (русский текст И. Резника)[13].
- «Тореро», оригинал — The Shadows, «The Savage».
- «Три минуты до смерти», оригинал — Pascal Danel «Les trois dernières minutes».
- «Нет тебя прекрасней» — музыка Ю. Антонова, слова И. Безладновой и М. Белякова.
- «Сумерки» — музыка А. Васильева, слова Кима Рыжова.
- Соловей — оригинал Hugo Aufrey «Le Rossignol Anglais»
- «Саласпилс» — музыка Александра Тимошенко и Эдуарда Кузинера, слова Якова Голякова
- «Цыганочка», оригинал — The Shadows, «Man of Mystery»

## Дискография
- 1968 — «Поющие гитары I», EP, «Мелодия», Д-000853-54:
  - «Сюрприз» (аранжировка инструментальной композиции «36-24-36» группы The Shadows);
  - «Тореро» (аранжировка инструментальной композиции «Savage» группы The Shadows);
  - «Цыганочка» (аранжировка инструментальной композиции «Man of Mystery» группы The Shadows);
  - «Синяя птица» (аранжировка инструментальной композиции «Peace Pipe» группы The Shadows).
- 1968 — «Мелодии экрана» (17-я серия), GD, «Мелодия», Д-22868:
  - «Ноктюрн» («Любить», М. Таривердиев, вокально-нструментальный ансамбль).
- 1968 — «М. Таривердиев. Из музыки к к/ф „Любить“», GD, «Мелодия», Д 23273-74:
  - «Ноктюрн», инструментальный ансамбль;
  - «Ты уходишь, как поезд» (Е. Евтушенко, А. Фёдорова);
  - «Вечерний город», инструментальный ансамбль.
- 1969 — «Поющие гитары II», EP, «Мелодия», Д-0001389-90:
  - «Песня — это главное, друзья» (Я. Дубравин — С. Фогельсон);
  - «Дороги» (А. Г. Новиков — Л. Ошанин);
  - «Песенка велосипедистов» (группа «Тремелос», русский текст П. Ватника);
  - «Аппачи» (обработка А. Васильева инструментальной композиции «Apache» группы «The Shadows»).
- 1969 — «Поющие гитары III», GD, «Мелодия», Д-24317-18:
  - «Песня — это главное, друзья» (Я. Дубравин — С. Фогельсон);
  - «Синяя птица» (обработка А. Васильева);
  - «Тореро» (обработка А. Васильева);
  - «Дороги» (А. Г. Новиков — Л. Ошанин);
  - «Аппачи» (обработка А. Васильева инструментальной композиции «Apache» группы «The Shadows»);
  - «Песенка велосипедистов» (группа «Тремелос» — русский текст П. Ватника);
  - «Вечерний город» (М. Таривердиев);
  - «Сюрприз» (обработка А. Васильева);
  - «Ноктюрн» (М. Таривердиев, солистка Е. Фёдорова);
  - «Цыганочка» (обработка А. Васильева);
  - «Ты уходишь, как поезд» (М. Таривердиев — Е. Евтушенко, солистка Е. Фёдорова).
- 1970 — «Евгений Евтушенко. Стихи и песни», GD, «Мелодия», Д-28073:
  - «Ты уходишь, как поезд» (М. Таривердиев, А. Фёдорова).
- 1970— «Поющие гитары IV», EP, «Мелодия», 33Д-00029207-08:
  - «Синяя песня» (обработка А. Васильева — А. Азизов);
  - «Сумерки» (А. Васильев — К. Рыжов).
- 1970 — «Поющие гитары V», EP, «Мелодия», 33Д-00029265-6:
  - «Синяя птица» (обработка А. Васильева);
  - «Сумерки» (А. Васильев — К. Рыжов);
  - «Тройка» (Русская народная песня, обработка А. Васильева).
- 1971 — «Singende Gitarren, Leningrad», SP, «Amiga», 4 55 854:
  - «Menschen begegnen sich»/«Люди встречаются» (Galaschij — Schukow) — Alexander Fjedorow & Die Singenden Gitarren, Leningrad;
  - «Halt»/«Стой, не стреляй солдат» (Antonow — Schukow) — Die Singenden Gitarren, Leningrad.
- 1971 — «Поющие гитары VI», EP, «Мелодия», Д 00030703-04:
  - «Проводы» (А. Колкер — К. Рыжов);
  - «Мы расстались» (молдавская народная песня);
  - «Карлссон» (Дж. Кристи — И. Резник);
  - «Нет тебя прекрасней» (Ю. Антонов — И. Безладнова, М. Беляков).
- 1972 — «Hallo Nr. 7», LP, «Amiga», 8 55 337:
  - «Salaspilsz»/«Саласпилс» (Kusiner — Goljakow) — Die Singenden Gitarren (UdSSR).
- 1972 — «Всем, кто любит песню (№ 15)», GD, «Мелодия», Д-00031870:
  - «Нет тебя прекрасней» (Ю. Антонов — И. Безладнова, М. Беляков).
- 1972 — «Поющие гитары VII», EP, «Мелодия», Д-00033017:
  - «Прекрасное воскресенье» (Д. Бун — русский текст М. Белякова);
  - «Соловей» (чилийская народная песня — русский текст Я. Голякова).
- 1973 — «Песни советских композиторов», EP, «Мелодия», 33Д-00034081:
  - «Неприметная красота» (А. Морозов — М. Рябинин).
- 1973 — «Поющие гитары VIII», EP, «Мелодия», Д-00035145-6:
  - «Саласпилс» (А. Тимошенко, Э. Кузинер — Я. Голяков);
  - «Тихо течёт Неман» (литовская народная песня, обработка А. Паулавичюса).
- 1973 — «Поют ленинградцы», LP, «Мелодия», 33 CM 04471-72:
  - «Саласпилс» (А. Тимошенко, Э. Кузинер — Я. Голяков);
  - «Воскресный день» (Д. Бун — М. Беляков).
- 1974 — «Советские вокально-инструментальные ансамбли», LP, «Мелодия», С90-04853-4:
  - «Карлссон» (Дж. Кристи — русский текст И. Резника);
  - «Песенка велосипедистов» (музыка и слова «Тремелос», русский текст П. Ватника);
  - «Аппачи» (музыка неизвестного автора, обработка А. Васильева);
  - «Нет тебя прекрасней» (Ю. Антонов, И. Безладнова, М. Беляков);
  - «Дороги» (А. Новиков, Л. Ошанин).
- 1974 — «Песни советских композиторов», EP, «Мелодия», С62-04912:
  - «Саласпилс» (А. Тимошенко, Э. Кузинер — Я. Голяков).
- 1976 — «Песни Александра Морозова», EP, «Мелодия», Г62-05225-6:
  - «А я пою» (К. Рыжов, солист В. Ступаченко);
  - «Моя вина» (Ю. Бобров, солистка И. Понаровская);
  - «У реки черёмуха» (В. Харитонов).
- 1979 — «Фламандская легенда», МС, «Самиздат», концептуальный альбом-опера, посвящённый жизни Тиля Уленшпигеля[14]
  - «Фламандская легенда», рок-опера в 2-х частях (Р. Гринблат — либретто Ю. Михайлова и Ю. Димитрина).
- 1980 — «Орфей и Эвридика», 2LP, «Мелодия», C60-13833-6:
  - «Орфей и Эвридика», зонг-опера в 2-х частях (А. Журбин, либретто Ю. Димитрина).
- 1987 — «Место встречи дискотека — 1», LP, «Мелодия», С60-24403-000:
  - «Нет тебя прекрасней» (Ю. Антонов — И. Безладнова).
- 1996 — «„Поющим Гитарам“ 30 лет. Архивные записи», CD, «Compact Disk Co.», CD 90018:
  - Аппачи;
  - Песенка велосипедистов;
  - Романс;
  - Тореро;
  - Проводы;
  - Саласпилс;
  - Синяя птица;
  - Вот это погода (вокал — Валерий Ступаченко);
  - Сумерки;
  - Неприметная красота;
  - Сюрприз;
  - Не ломай черёмухи;
  - Нет тебя прекрасней;
  - А я пою;
  - Цыганочка.
- 2002 — «Синий иней», CD, «ФГ Никитин», ЦМС-05CD/02.
  - «Люди встречаются», CD, «ФГ Никитин», ЦМС-06CD/02.
- 2003 — «Орфей и Эвридика», 2CD, «Manchester Files», CDMAN 097-03.
- 2008 — «Поющие гитары», CD, «Мелодия», MEL CD 60 01373.

## Отзывы критиков
Владимир Завьялов («Афиша Daily») в статье 2021 года «Не повторяется такое никогда» отмечал, что «Поющие гитары» «не только поменяли правила игры на советской эстраде и повели за собой целую поступь ВИА, но и записали много хороших и нестыдных по западным меркам песен».